# Ri Sang-chol
Ri Sang-chol (ur. 26 grudnia 1990) – północnokoreański piłkarz występujący na pozycji pomocnika.

## Kariera
Ri Sang-chol na początku swojej kariery związany był z północnokoreańskim klubem Rimyongsu. W 2014 roku zadebiutował w seniorskiej reprezentacji Korei Północnej. Został powołany do kadry na Puchar Azji w Piłce Nożnej 2015, w którym nie wystąpił w żadnym z trzech meczów. W 2015 roku został zawodnikiem Amnokgang.